# Jefferson (Maine)
Jefferson è un comune degli Stati Uniti d'America, situato nello Stato del Maine, nella contea di Lincoln.